# Береговая охрана Пакистана
Береговая охрана Пакистана (урду پاک ساحلی فوج‎) — следит за соблюдением морского права, занимается пограничным контролем, борется с контрабандной деятельностью, а также занимается установкой и обслуживанием морских знаков. Береговая охрана Пакистана стала независимым родом войск в 1994 году, до этого входила в состав Сухопутных войск Пакистана. Береговая охрана имеет в своем расположении 23 малых судна, но точное количество сотрудников засекречено.

## Батальоны
Во главе батальонов стоят офицеры в звании подполковника, прикомандированные из армии. Батальоны расположены в следующих городах:
- 1-й батальон, Утхал.
- 2-й батальон, Korangi.
- 3-й батальон, Гвадар.
- 4-й батальон, Пасни.

## Роль Береговой охраны Пакистана

### Борьба с контрабандой
Береговая охрана может проверить судно на предмет контрабанды и в случае выявления оной — арестовать экипаж контрабадистов. У Береговой охраны есть несколько контрольно-пропускных пунктов на всем протяжении береговой полосы. Кроме того, разведка Пакистана имеет сеть агентов и осведомителей и держит с ними связь в том числе и через комендантов Береговой охраны, когда возникает потенциальная возможность контрабандной деятельности. Береговая охрана оснащена современными средствами связи и наблюдения.

### Борьба с наркотраффиком и торговлей людьми
Береговая охрана Пакистана осуществляет крупные операции против торговцев наркотиков, оружия и людьми.

## Боевой состав
- Эсминец
  - MSS NAZIM[1] — флагман пакистанского флота.

- Корветы (все были построены в Китае)
  - MSS VEHDAT
  - MSS NUSRAT
  - MSS REHMAT
  - MSS BARKAT

- Патрульные катера
  - MSS SADAQAT
  - MSS RAFAQAT
  - MSS SABQAT

- Самолёты
  - 4 Britten-Norman Defender